# امیرآباد (قزل‌گچیلو)
امیرآباد روستایی در دهستان قزل‌گچیلو بخش مرکزی شهرستان ماه‌نشان استان زنجان ایران است.

## جمعیت
بر پایه سرشماری عمومی نفوس و مسکن در سال ۱۳۹۵ جمعیت این روستا ۲۳۲ نفر (۷۵خانوار) بوده‌است.